# American Pie: Bractwo Beta
American Pie: Bractwo Beta (ang. American Pie Presents: Beta House, alt. tytuł polski American Pie: Dom Beta) – amerykańska komedia z 2007 roku w reżyserii Andrew Wallera.

## Fabuła
Erik i Cooze przybywają do college’u. Od pierwszego momentu miejsce przypada im do gustu – wokół nich same piękne dziewczyny. Na miejscu zastają kuzyna Erika – Dwighta, który przewodzi bractwu Beta. Dwight zaprowadza chłopaków na imprezę. Następnego dnia, członkowie bractwa decydują, czy nasi bohaterowie mogą dołączyć do elitarnego grona Beta. By tak się stało, muszą wykonać 50 zadań do końca semestru, m.in. dostać autograf na pośladku od profesjonalnej striptizerki, wziąć udział w rozbieranej sesji do magazynu, ukraść strusia czy... poślubić jednego z partnerów.
W międzyczasie, życie bractwa Beta stara się uprzykrzyć inne bractwo – Geek. Między bractwami dochodzi do kolejnych spięć, które w rezultacie skutkują wyzwaniem domu Beta przez dom Geek na pojedynek – Olimpiadę Grecką – dawne rytualne zawody pomiędzy bractwami, zakazane 40 lat wcześniej. Zadania uczestników to m.in. zdejmowanie staników na czas, pogoń za świnią czy picie alkoholu na czas.

## Bohaterowie
- Dwight Stifler (Steve Talley)
- Pan Stifler (Christopher McDonald)
- Erik Stifler (John White)
- Mike „Cooze” Coozeman (Jake Siegel)
- Noah Levenstein (Eugene Levy)
- Ashley (Meghan Heffern)
- Peaches (Pilar Cazares)
- Bobby (Nick Nicotera)
- Margie (Christine Barger)
- Wesley (Jonathan Keltz)
- Irene Wright (Angel Besharah)
- Edgar Willis (Tyrone Savage)